# Jaskinia Balkonowa
Jaskinia Balkonowa – jaskinia w Dolinie Kościeliskiej w Tatrach Zachodnich. Ma dwa otwory wejściowe położone w Organach, w ścianie Dziurawej Turni, obok południowych otworów Okien Zbójnickich Niżnich, na wysokości 1231 metrów n.p.m. Jaskinia jest pozioma, a jej długość wynosi 22 metry.

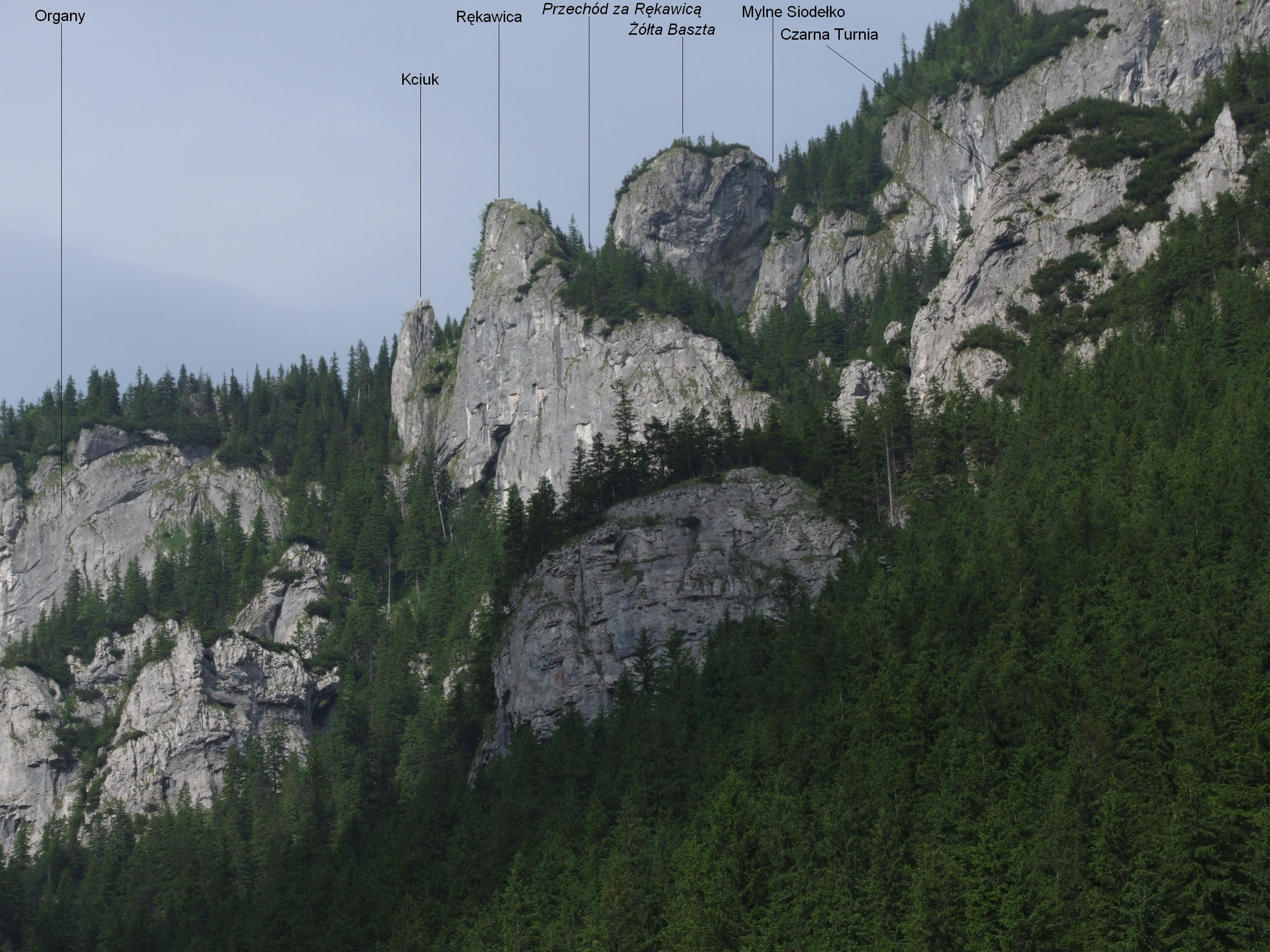
Widok z Hali Pisanej. Na lewo Organy

## Opis jaskini
Otwór jest właściwie jeden tylko rozdzielony filarem. Jaskinia to 15-metrowy korytarz kończący się w małej salce. Przed nią znajduje się zacisk, a jeszcze wcześniej w bok odchodzi równoległa, 2-metrowa odnoga.

## Przyroda
W pobliżu salki ściany jaskini pokryte są mlekiem wapiennym. Są również drobne stalaktyty oraz nacieki grzybkowe.
Przy otworze rosną głównie mchy i porosty oraz nieliczne rośliny kwiatowe.

## Historia odkryć
Widoczne z daleka otwory jaskini były znane Stefanowi Zwolińskiemu. Latem 1935 roku próbował dostać się do nich, ale bez powodzenia. Napisał wtedy: ...nie można było dojść również z powodu przewieszki. Trzebaby z drabiny linowej zbudować pomost, co wymaga dużo sił, energji i ludzi.
19 sierpnia 1979 roku I. Luty we współpracy z Ł. Małachowskim sporządziła dokumentację jaskini.